# Спица

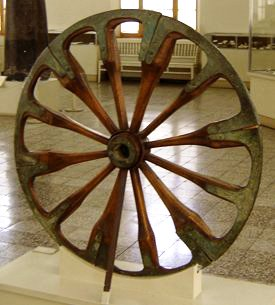
Колесо со спицами из Иранского национального музея (Тегеран), датируется 2-м тысячелетием до нашей эры.

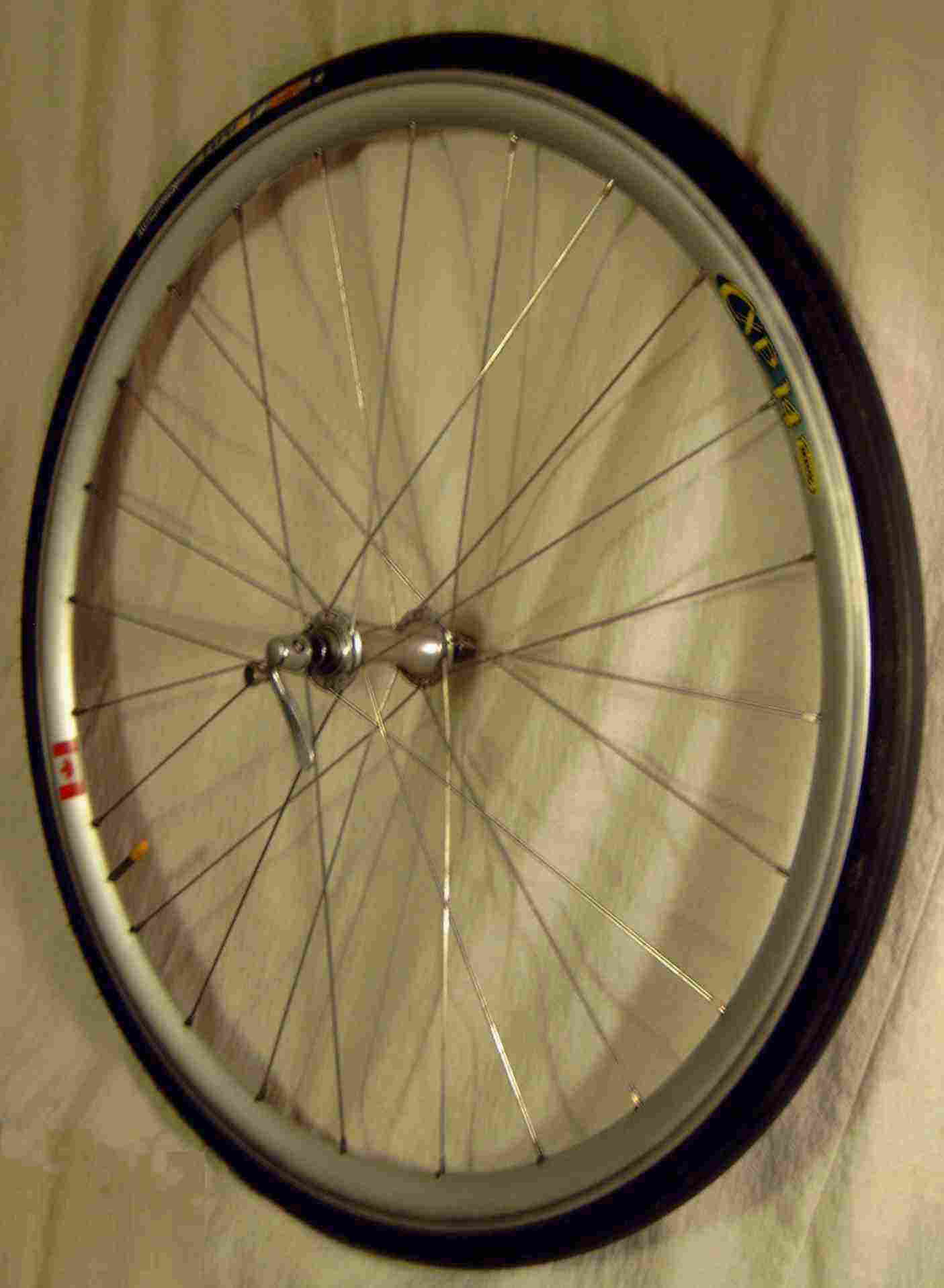
Велосипедное колесо с металлическими спицами.

Спица — конструктивный элемент колеса, представляет собой стержень, соединяющий центр колеса (ступицу) и его обод. 
В других источниках указано что Спи́ца ж., в колесе: лучи, пальцы, вдолбленые в ступицу и в обод.
Использование спиц позволяет значительно облегчить конструкцию колеса, при этом не снижая его прочности. Изобретение колеса со спицами было настоящей научно-технической революцией своего времени, позволившей народам, впервые применившим боевые колесницы с колёсами нового типа, расселиться практически по всей Евразии.
Спица в ортопедии — тонкий металлический стержень, вводимый в кость для фиксации ортопедического аппарата при лечении методом скелетного вытяжения.

## Конструктивные особенности

Спица велосипедного колеса.

Спицы могут изготавливаться из дерева, металла или синтетических материалов в зависимости от того, какой вид нагрузки они испытывают. 
Различают сжатые и растянутые спицы. 
- Первоначальным типом спиц были сжатые спицы, изготавливаемые из дерева. Такие спицы применялись в колёсах колесниц, позднее — в колёсах повозок и экипажей, а также ранних автомобилей и пушек.
- В велосипедных колёсах тяжёлые деревянные спицы были заменены значительно более лёгкими металлическими, работающими на растяжение. Подобные спицы используются в колёсах мотоциклов и автомобилей.

Спицы в колесе образуют так называемый спицевой набор, который решает несколько задач: центрирует обод, задает его положение относительно фланцев втулки, перераспределяет нагрузку равномерно по ободу, удерживает форму колеса и помогает обеспечивать его прочность и жёсткость.